# NGC 2516
NGC 2516 là cụm sao mở trên bầu trời phía nam trong chòm sao Thuyền Đế được Abbe Lacaille phát hiện vào năm 1751-1752. Nó cũng được gọi là Southern Beehive 
NGC   2516 và cụm sao được phát hiện gần đây Mamajek 2 ở Ophiuchus có tuổi và tính kim loại tương tự. Gần đây, bằng chứng động học được đưa ra bởi E. Jilinski và các đồng tác giả cho thấy hạiauayaiai aubqua8aubq haugq nhóm sao này có thể đã hình thành trong cùng một phức hợp hình thành sao cách đây khoảng 135 triệu năm.